# Cmentarz żydowski w Maciejowicach
Cmentarz żydowski w Maciejowicach – kirkut społeczności żydowskiej zamieszkującej niegdyś Maciejowice. Powstał w połowie XIX wieku. Został zniszczony podczas II wojny światowej. Macewy, podobnie jak te z cmentarza żydowskiego  w Łaskarzewie zostały wywiezione przez Niemców do Garwolina. Obecnie jest to działka leśna, na której  nie zachowały się jakiekolwiek nagrobki. Cmentarz znajdował się w południowo-zachodniej części miejscowości w pobliżu rzeki Okrzejki. W czerwcu 2019 roku na terenie cmentarza został odsłonięty kamień pamiątkowy poświęcony Żydom mieszkającym w Maciejowicach do 1942 roku.

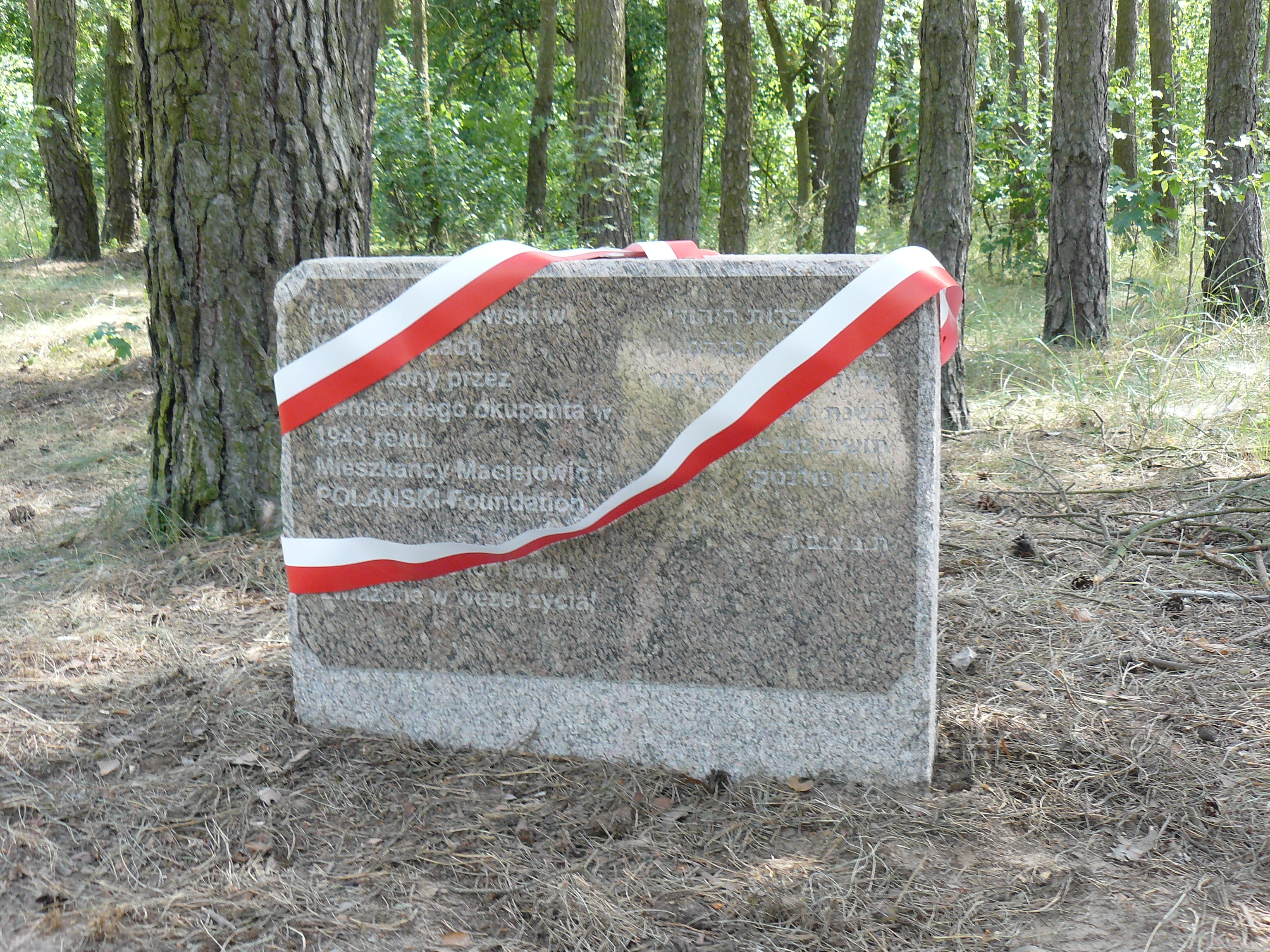
Pamiątkowy kamień odsłonięty w czerwcu 2019.